# The New Order
A The New Order a Testament nevű thrash metal együttes második stúdióalbuma, amely 1988-ban jelent meg. Hangvételében és stílusában nagyon hasonlít az egy évvel korábbi The Legacyhoz. Ismét Alex Perialas producerrel dolgoztak a Pyramid Sound Studiosban. A The New Order lemez nagy sikert hozott a Testamentnek. Az album az amerikai Billboard 200 slágerlistán a 136. helyet érte el. Hivatalos videóklipeket a Trial by Fire című számhoz  és az Aerosmith feldolgozás Nobody’s Fault-hoz  forgattak.
2001-ben az első két Testament nagylemezről kiválogatott dalokat a First Strike Still Deadly című albumhoz újra lemezre játszotta az együttes az akkori felállással.

## Dalok
1. Eerie Inhabitants – 5:06
2. The New Order – 4:25
3. Trial by Fire – 4:14
4. Into the Pit – 2:46
5. Hypnosis (instrumentális) – 2:04
6. Disciplies of the Watch – 5:05
7. The Preacher – 3:37
8. Nobody’s Fault (Aerosmith feldolgozás) – 3:57
9. A Day of Reckoning – 4:00
10. Musical Death (A Dirge) (instrumentális) – 4:05

## Közreműködők
| Zenészek - Chuck Billy – ének - Eric Peterson – gitár - Alex Skolnick – szólógitár - Greg Christian – basszusgitár - Louie Clemente – dob | További közreműködők - Alex Perialas: producer, hangmérnök - Jon Zazula: producer - Marsha Zazula: producer - Robert Hunter: hangmérnök-asszisztens - Tom Coyne: maszterelés - Andy Meyn: fényképek |

## Külső hivatkozások
- Testament hivatalos honlap
- Testament myspace oldal